# Валтер Милер (физичар)
Валтер Милер (Хановер, 6. септембар 1905 — Волнат Крик, 4. децембар 1979) био је немачки физичар, најпознатији по свом побољшању Гајгеровог бројача за јонизујућу радијацију, сада познатог као Гајгер-Милеров бројач.
Валтер Милер је студирао физику, хемију и филозофију на Универзитету у Килу. Године 1925, постао је први студент докторских студија Ханса Гајгера, који је у то време управо постао професор у Килу. Њихов рад на јонизацији гасова сударима довео је до проналаска Гајгер-Милеровог бројача, сада незамењиве алатке за мерење радиоактивног зрачења.
Пошто је неко време био професор на Универзитету у Тибингену, радио је као индустријски физичар током остатка свог живота у Немачкој, затим као саветник за министарство економије у Аустралији, а онда и као индустријски физичар у Сједињеним Државама, где је такође основао компанију за израду Гајгер-Милерових бројача.